# Bobby Trainor
Robert „Bobby” Trainor (ur. 25 czerwca 1934) – północnoirlandzki piłkarz występujący na pozycji obrońcy.

## Kariera klubowa
W swojej karierze Trainor reprezentował barwy zespołu Coleraine.

## Kariera reprezentacyjna
W 1958 roku Trainor został powołany do reprezentacji Irlandii Północnej na mistrzostwa świata. Nie zagrał jednak na nich w żadnym meczu, a Irlandia Północna odpadła z turnieju w ćwierćfinale. W drużynie narodowej Trainor nie rozegrał żadnego spotkania.